# Nogo River
Der Nogo River ist ein Fluss im Südosten des australischen Bundesstaates Queensland.

## Geographie

### Flusslauf
Der Fluss entsteht bei der Siedlung Rawbelle in der nördlichen Auburn Range, einem Teil der Great Dividing Range aus dem Rawbelle River und dem Ditz Creek. Von hier fließt er in südöstlicher Richtung durch die Kleinstadt Rawbelle. Rund 20 Kilometer nördlich von Eidsvold wendet er seinen Lauf nach Süden und durchfließt das Wuruma Reservoir. Wenige Kilometer weiter mündet er in den Burnett River.

### Nebenflüsse mit Mündungshöhen
Nebenflüsse des Nogo River sind:
- Rawbelle River – 301 m
- Ditz Creek – 301 m
- Marvel Creek – 277 m
- Sandy Creek – 257 m
- Trevethan Creek – 249 m
- Two Mile Creek – 247 m
- Oaky Creek – 247 m
- Sandy Creek – 230 m
- Pigeon Creek – 230 m
- Yard Gully – 230 m
- Loghut Creek – 230 m
- Goonmaran Creek – 191 m

### Durchflossene Stauseen
Er durchfließt folgende Stauseen:
- Wuruma Reservoir – 230 m